# Ducula latrans
La dúcula ladradora (Ducula latrans) es una especie de ave columbiforme de la familia Columbidae endémica de las selvas de las islas Fiyi. No se conocen subespecies.